# Langhaar-Andenfeldmaus
Die Langhaar-Andenfeldmaus (Abrothrix longipilis) ist ein Nagetier in der Familie der Wühler, das im Südwesten Südamerikas vorkommt. Sie ist die Typart der Gattung Anden-Feldmäuse.

## Merkmale
Mit einer Kopf-Rumpf-Länge von 130 bis 138 mm, einer Schwanzlänge von 83 bis 96 mm und einem Gewicht von 45 bis 65 g ist die Art ein großer Vertreter ihrer Gattung. Sie hat etwa 20 mm lange Ohren und 28 bis 30 mm lange Hinterfüße. Das leicht borstige Fell des Rückens und der Körperseiten hat eine braune Farbe mit grauen Tönungen, die an den Seiten nur leicht deutlicher sind. Die Unterseite ist ausschließlich von grauem Fell bedeckt. Die Ohren tragen dünne Haare und der Schwanz sowie die Füße sind dunkel. Wie bei allen Anden-Feldmäusen ist der Schädel lang und schmal.

## Verbreitung
Die Langhaar-Andenfeldmaus lebt in zentralen und südlichen Bereichen Chiles in den Anden und im angrenzenden patagonischen Hügelland in den argentinischen Provinzen Río Negro und Chubut. Sie hält sich in Bergwäldern, in Gebüschflächen, in Steppen und auf Schwemmland im Umfeld von Wasserläufen auf.

## Lebensweise
Das nachtaktive Tier hält sich auf dem Boden auf. Männchen und Weibchen etablieren Reviere mit einem Durchmesser von etwa 45 Metern, wobei sich die Territorien von Weibchen nicht überlappen. Die Nahrung der Langhaar-Andenfeldmaus besteht aus Samen, grünen Pflanzenteilen, Insekten und Pilzen. Bisher konnten trächtige Weibchen mit vier oder fünf Embryos nur in den Monaten Februar und August dokumentiert werden. Männchen sind zu allen Jahreszeiten paarungsbereit.

## Gefährdung
Für den Bestand der Art sind keine Bedrohungen bekannt. Obwohl die Gesamtpopulation abnimmt, wird die Langhaar-Andenfeldmaus häufig angetroffen. Die IUCN listet sie als „nicht gefährdet“ (least concern).